# Sciadotenia sprucei
Sciadotenia sprucei är en tvåhjärtbladig växtart som beskrevs av Friedrich Ludwig Diels. Sciadotenia sprucei ingår i släktet Sciadotenia och familjen Menispermaceae. Inga underarter finns listade i Catalogue of Life.